# Fati Mariko
Fatimata Gandigui Mariko, mais conhecida como Fati Mariko (nascida em 1964), é uma cantora nigerina .
Mariko estudou na capital do país, Niamey, e na cidade maliana de Bougouni. Sua primeira fama veio com seu hit "Djana-Djana", produzido com o grupo Marhaba e lançado em 1986. Mariko mantém sua carreira como cantora de sucesso há mais de três décadas, às vezes fazendo parcerias com estrelas masculinas e alguns grupos de hip-hop nacionais em suas produções. Sua música é derivada principalmente dos rituais dos povos Zarma e Songais e da música folclórica do país. Ela canta em francês e em várias idiomas nativos do Níger, incluindo a língua hauçá, o djerma e o fula. Seus álbuns incluem Inch Allah e Issa Haro.